# Теодор-Дачан Кречун
Теодор-Дачан Кречун (нар. 6 червня 1980) — колишній румунський тенісист.
Найвищу одиночну позицію світового рейтингу — 218 місце досяг 5 березня 2007, парну — 200 місце — 9 липня 2007 року.

## Фінали челленджерів Туру ATP

### Фінали в одиночному розряді: 1 (0–1)
| Легенда                  |
| ------------------------ |
| Тур ATP Челленджер (0–1) |

| Титули за покриттям |
| ------------------- |
| Тверде (0–0)        |
| Трава (0–0)         |
| Ґрунт (0–1)         |
| Килим (0–0)         |

| Результат | Ранг | Дата          | Турнір                 | Покриття | Суперник     | Рахунок       |
| --------- | ---- | ------------- | ---------------------- | -------- | ------------ | ------------- |
| Поразка   | 1.   | 1 жовтня 2006 | Братислава, Словаччина | Ґрунт    | Іван Наварро | 2–6, 6–7(4–7) |

### Фінали в парному розряді: 4 (1–3)
| Легенда                  |
| ------------------------ |
| Тур ATP Челленджер (1–3) |

| Титули за покриттям |
| ------------------- |
| Тверде (0–0)        |
| Трава (0–0)         |
| Ґрунт (1–3)         |
| Килим (0–0)         |

| Результат | Ранг | Дата           | Турнір                 | Покриття | Партнер                  | Суперники                            | Рахунок       |
| --------- | ---- | -------------- | ---------------------- | -------- | ------------------------ | ------------------------------------ | ------------- |
| Поразка   | 1.   | 15 липня 2006  | Оберштауфен, Німеччина | Ґрунт    | Габр'єл Морару           | Ернестс Гулбіс Міша Зверєв           | 1–6, 1–6      |
| Поразка   | 2.   | 15 квітня 2007 | К'яссо, Швейцарія      | Ґрунт    | Віктор Крівой            | Барт Бекс Матве Мідделкоп            | 6–7(2–7), 5–7 |
| Перемога  | 3.   | 30 червня 2007 | Almaty 2, Казахстан    | Ґрунт    | Флорін Мерджа            | Олексій Кедрюк Олександр Кудрявцев   | 6–2, 6–1      |
| Поразка   | 4.   | 8 вересня 2013 | Брашов, Румунія        | Ґрунт    | Петру-Александру Лунчяну | Олександр Недовєсов Ярослав Поспішил | 3–6, 1–6      |